# Bulbophyllum racemosum
Bulbophyllum racemosum là một loài phong lan thuộc chi Bulbophyllum.